# Bottniska ångfartygsbolaget
Bottniska ångfartygsbolaget, senare Bottniska ångfartygs AB, var ett svenskt rederi stationerat i Haparanda 1864-1911.
Samma år som rederiet bildades mottog man sitt första fartyg, Haparanda från Bergsunds Mekaniska Verkstad, vilken sattes i last- och passagerartrafik mellan Stockholm och Haparanda. 1870 utökades flottan med den större ångskonerten Luleå, också den byggd vid Bergsunds Mekaniska. 1874 inköptes även ångskonerten Piteå från samma varv. De nya fartygen innebar att Haparanda 1876 utmönstrades och såldes till Åbo. På 1880-talet ombildades rederiet till aktiebolag. En omfattande ombyggnad av Luleå vid Finnboda varv ägde rum under samma period. De större fartygen hade enbart kunnat angöra Haparandas uthamn Salmis men omkring 1900 inköptes den mindre hjulångaren Haparanda som kunde gå hela vägen in till Haparandas hamn.
I takt med att fartygen blev äldre och slitna blev det tydligt att konkurrensen med de större rederierna gjorde vinsterna för små. 1910 såldes Haparanda till Trafik AB Haparanda och året därpå Piteå och Luleå till Stockholms Rederi Svea varpå bolaget likviderades.